# احمد حاجی
احمد حاجی (انگلیسی: Ahmad Hajji؛ زادهٔ ۱۱ فوریهٔ ۱۹۷۲) بازیکن فوتبال اهل کویت بود.
وی همچنین در تیم ملی فوتبال کویت بازی کرده‌است.